# Kabru
Le Kabru est un sommet de l'Himalaya, dans la chaîne de Sangalila qui marque la frontière indo-népalaise, entre le district de Taplejung dans l'Est du Népal et l'État indien du Sikkim. Situé à une dizaine de kilomètres au sud du Kangchenjunga, il culmine à 7 412 mètres d'altitude.

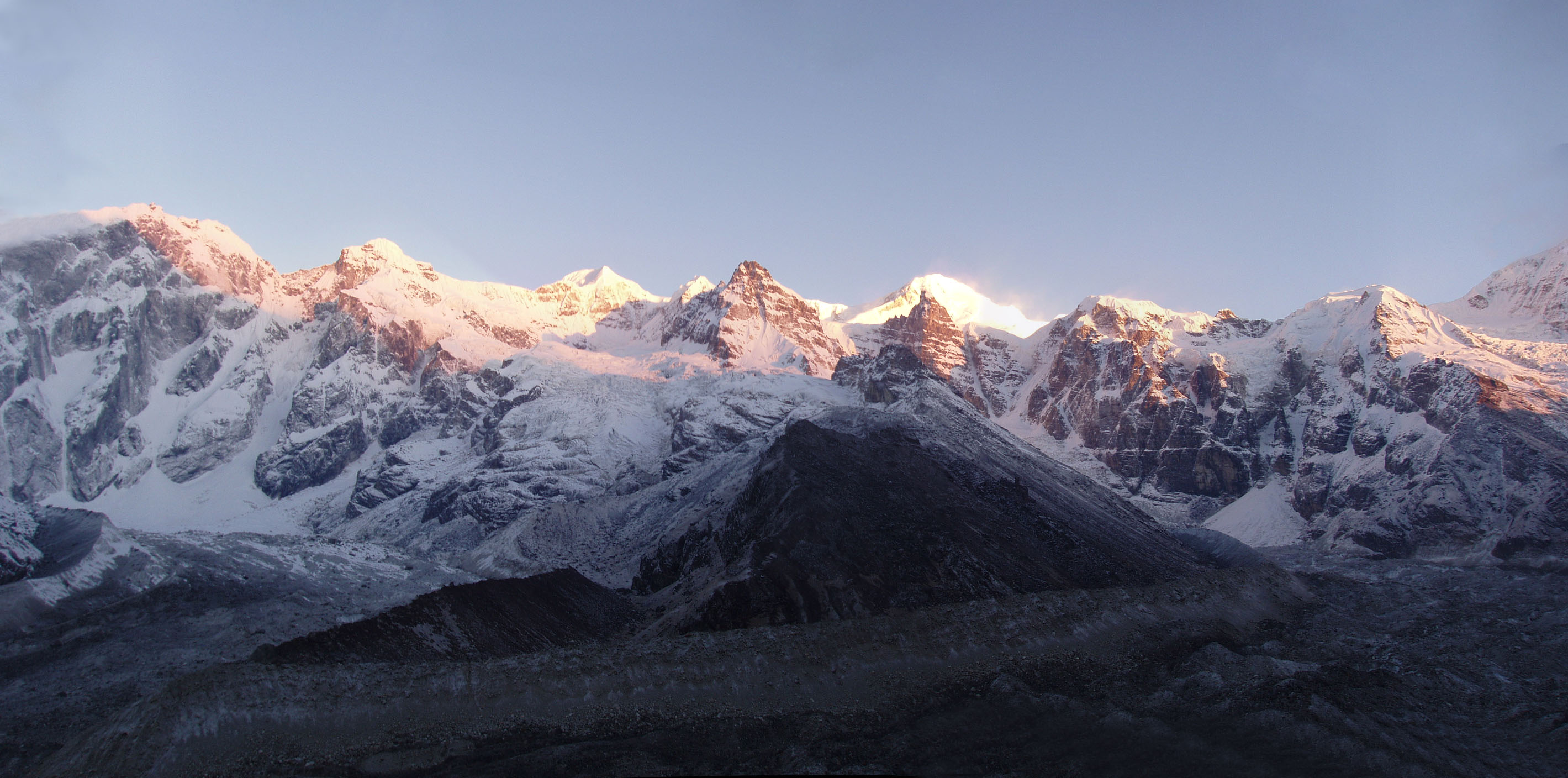
Le massif du Kabru vu depuis le Goecha La.

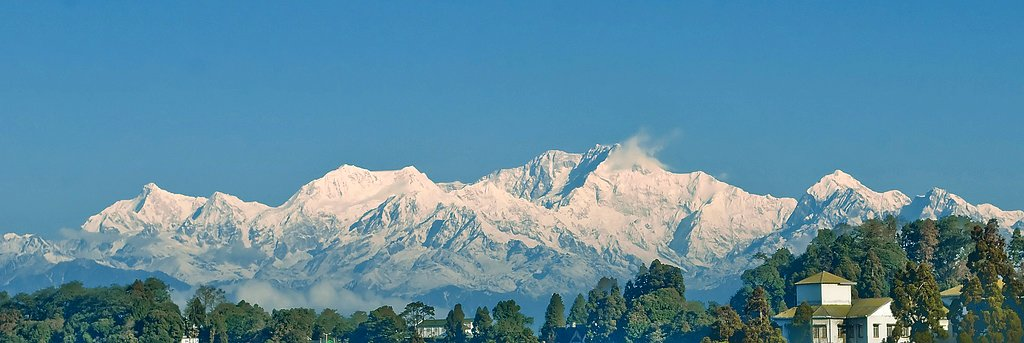
Les sommets nord et sud du Kabru vus depuis Darjeeling : le sommet double entre la Kangchenjunga au centre de la photo et le Jannu, tout à gauche.

Il se présente comme une chaîne de plusieurs sommets du nord au sud entre le Talung au nord (7 349 m) et le Rathong (6 682 m) au sud. Il existe une certaine confusion sur le nombre et la dénomination de ces sommets. Elizabeth Hawley et Richard Salisbury donnent trois sommets : le Kabru principal (7 412 mètres), le sommet nord (7 338 mètres) et le sommet sud (7 318 mètres), auxquels il faut ajouter le dôme du Kabru (Kabru Dome, 6 600 mètres), qui se situe entièrement en Inde. Kev Reynolds indique quatre sommets du nord au sud : le Kabru IV, le Kabru III, le Kabru nord, le Kabru sud (ou Kabru I), plus le Kabru Dome. L'Himalayan Index de l'Alpine Club distingue quatre sommets :
- le Kabru II (aussi appelé Kabru N, ou Kabru I), 7 412 m, 27° 37′ 48″ N, 88° 06′ 36″ E ;
- le Kabru III (aussi appelé Kabru IV), 7 353 m, 27° 37′ 12″ N, 88° 06′ 36″ E ;
- le Kabru IV (aussi appelé Kabru III, ou Kabru S), 7 318 m, 27° 36′ 36″ N, 88° 06′ 00″ E ;
- le Kabru S (ou Kabru I), 7 317 m, 27° 36′ 00″ N, 88° 06′ 36″ E ;
- ainsi que le Kabru Dome, 6 600 m, 27° 34′ 48″ N, 88° 12′ 36″ E.

La première ascension a été revendiquée par William Woodman Graham, Émile Boss et Ulrich Kaufmann, en 1883 lors la première expédition dans l'Himalaya purement dédiée à l'alpinisme. Cette ascension a été contestée et jusqu'à récemment il a été souvent considéré que Graham et ses compagnons avaient en fait par confusion gravi un sommet moins élevé (peut-être le Forked peak), mais les commentateurs récents jugent qu'il n'y a pas de raisons sérieuses de la mettre en doute. Ils auraient donc détenu le record d'altitude en alpinisme jusqu'en 1909, et celui du plus haut sommet gravi jusqu'en 1930.
En 1906, deux jeunes Norvégiens, Carl Rubenson et Monrad-Aas arrivèrent seuls à une vingtaine de mètres sous le sommet.
Reginald Cooke atteignit seul le sommet nord en 1935, ce qui resta comme la plus haute ascension en solitaire jusqu'à celle du Nanga Parbat par Hermann Buhl en 1953.
En 2004 une équipe serbe fit une tentative vers un sommet récemment ouvert par la Nepal Mountaineering Association sous le nom Kabru IV, dont l'altitude selon les sources serait 7 318 mètres ou 7 394 mètres, situé cette fois au sud-est de la chaîne, et qui pourrait être un des plus hauts sommets vierges.